# Dmitri Olegowitsch Safronow
Dmitri Olegowitsch Safronow (russisch Дмитрий Олегович Сафронов, engl. Transkription Dmitriy Safronov; * 8. Oktober 1981) ist ein russischer Marathonläufer.
2008 wurde er Dritter beim San-Antonio-Marathon, und 2009 siegte er beim Podgorica-Marathon.
2010 wurde er Sechster beim Daegu-Marathon, gewann die Bronzemedaille bei den Leichtathletik-Europameisterschaften in Barcelona und wurde Zweiter beim Fukuoka-Marathon.

## Persönliche Bestzeiten
- 5000 m: 13:40,07 min, 27. Juni 2009, Moskau
- 10.000 m: 28:15,11 min, 18. April 2008, Walnut
- Halbmarathon: 1:04:04 h, 3. Februar 2008, Huntington Beach
- Marathon: 2:10:12 h, 5. Dezember 2010, Fukuoka